# Koinomateria
Koinomateria (av grekiska κοινος, vanlig, gemensam) är det samma som vanlig materia. Begreppet används som motsats till antimateria av den som vill göra tydlig distinktion mellan termerna, såsom i framställningar där båda slagen av materia förekommer. Hannes Alfvén och Oskar Klein använde det flitigt i beskrivningar av deras gemensamma kosmologi.